# Куяровское
Куяровское — село в Талицком городском округе Свердловской области России.

## Географическое положение
Село Куяровское находится на расстоянии 16 километров (по автодорогам в 24 километрах) к западу от города Талицы. Оно вытянулось по левому берегу реки Пышмы, вдоль местной автодороги, ведущей из посёлка Пышма. В восточной части Куяровского расположено устье реки Куяр. За этой рекой, ниже по течению Пышмы, расположено соседнее село Яр. Севернее Куяровского и Яра проходит Транссибирская магистраль. На ней возле сёл расположен остановочный пункт 2010 км Свердловской железной дороги. В 2 километрах к северу от Куяровского проходит автодорога Р351 (Екатеринбург — Тюмень — Сибирский тракт.

## История села
Село было основано в 1646 году казаками из казанских мест, переселившихся в Сибирь.
В 1900 году местный крестьянин И. Садовников открыл первую в Камышловском уезде маслодельню, поставлявшую масло в Англию, Данию и другие страны.

## Свято-Троицкая церковь
В 1804 году была заложена каменная двухэтажная двухпрестольная церковь, которая была освящена в 1807 году: нижний храм в честь Рождества Христова, верхний — в честь Святой Живоначальной Троицы. Церковь была закрыта в 1930-е годы.

## Население
| 2002 | 2010 | 2021 |
| ---- | ---- | ---- |
| 315  | ↘202 | ↘161 |